# Марлиновые
Марли́новые, или парусниковые (лат. Istiophoridae), — семейство лучепёрых рыб из отряда марлинообразных (Istiophoriformes).
Имеют тело вытянутой формы (редкие особи достигают 4 метров в длину), копьевидное рыло и длинный жёсткий спинной плавник. Известно, что марлиновые способны очень быстро плавать, достигая скорости 110 км/ч.
Наиболее крупными представителями семейства являются атлантический голубой марлин (Makaira nigricans), достигающий длины 5 метров и более 800 кг весом, — и чёрный марлин (Istiompax indica), встречались особи более 5 метров в длину и 670 кг весом. Они часто становятся объектом спортивного рыболовства.
Рекордные марлины доставляются на берег и взвешиваются. Результаты представлены в Книге рекордов рыб мира IGFA.
Марлин назван из-за схожести рыла со свайкой (англ. marlinspike).

## Классификация
- Род Istiophorus — Парусники[5]
  - Istiophorus platypterus — Индо-тихоокеанский парусник
- Род Makaira — Марлины, или макайры
  - Makaira mazara — Индо-тихоокеанский голубой марлин
  - Makaira nigricans — Атлантический голубой марлин, или синий марлин
- Род Kajikia
  - Kajikia albida — Атлантический белый копьеносец, или атлантический белый марлин
  - Kajikia audax — Полосатый копьеносец, или полосатый марлин
- Род Istiompax
  - Istiompax indica — Чёрный марлин
- Род Tetrapturus — Копьеносцы
  - Tetrapturus angustirostris — Короткорылый копьеносец, или короткорылый марлин, или коротконосая рыба-копьё
  - Tetrapturus belone — Средиземноморский копьеносец, или средиземноморский марлин
  - Tetrapturus georgii — Южноевропейский копьеносец, или североафриканский копьеносец
  - Tetrapturus pfluegen — малый копьеносец, или западноатлантический копьеносец